# Salvethymus svetovidovi
Salvethymus svetovidovi is een soort forel die behoort tot de zalmen (onderfamilie Salmoninae, familie Salmonidae); het is de enige soort in het geslacht Salvethymus. De Engelse naam van deze vis is Longfinned char.
Het is een endemische vis die voorkomt  in het Elgygytgynmeer (Russisch en Tsjoektsjisch: Эльгыгытгын) op het schiereiland van Centraal-Tsjoekotka in het noordoosten van het Russische Verre Oosten. Elgygytgyn is Tsjoektsjisch voor "Wit meer", verwijzend naar de bedekking van het meer met ijs gedurende een groot deel van het jaar.
Ondanks de afgelegen ligging van het meer vormen overbevissing en andere illegale activiteiten in die regio een gevaar voor het voortbestaan van deze soort. Daarom staat Salvethymus svetovidov als kwetsbaar op de Rode Lijst van de IUCN.